# Campanula scoparia
Campanula scoparia är en klockväxtart som först beskrevs av Pierre Edmond Boissier och Heinrich Carl Haussknecht, och fick sitt nu gällande namn av Jürgen Damboldt. Campanula scoparia ingår i släktet blåklockor, och familjen klockväxter. Inga underarter finns listade i Catalogue of Life.